# 布魯克斯維爾 (布朗特縣)
布魯克斯維爾（英語：Brooksville）是一個位於美國阿拉巴馬州布朗特縣的非建制地區。該地的面積和人口皆未知。

## 地理
布魯克斯維爾的座標為34°09′43″N 86°28′32″W / 34.161944°N 86.475556°W，而該地最高點為海拔高度244米（即801英尺）。